# Grand-duché de Toscane
 (août 2017).
Si vous disposez d'ouvrages ou d'articles de référence ou si vous connaissez des sites web de qualité traitant du thème abordé ici, merci de compléter l'article en donnant les références utiles à sa vérifiabilité et en les liant à la section « Notes et références ».
1569–1801
1815–1859
Entités précédentes :
- Saint-Empire :
 République de Florence (1569)
- Empire français (1815)
- République de Cospaia (1826)
- Duché de Lucques (1847)

Entités suivantes :
- Royaume d'Étrurie (1801)
- Provinces-Unies d'Italie centrale (1859)

Le grand-duché de Toscane (en italien : Granducato di Toscana) est un ancien État européen, qui a existé entre 1569 et 1801 puis entre 1815 et 1859 sur un territoire correspondant approximativement à l'actuelle région italienne du même nom.
Le grand-duché est fondé en 1569-1570 par le duc de la république de Florence, Côme Ier de Médicis, créé grand-duc de Toscane par le pape Pie V le 27 août 1569, puis également investi par l'empereur Maximilien II  le 5 mars 1570.

## Historique
Le grand-duché de Toscane est né en 1569, avec Cosme Ier de Médicis. Il est composé de l'ancienne république de Florence (officiellement République florentine) et de la république de Sienne, annexée à la république de Florence en 1555, offert par Charles Quint à son allié le duc de la république de Florence, Cosme Ier de Médicis.

Couronne des grands-ducs Médicis.

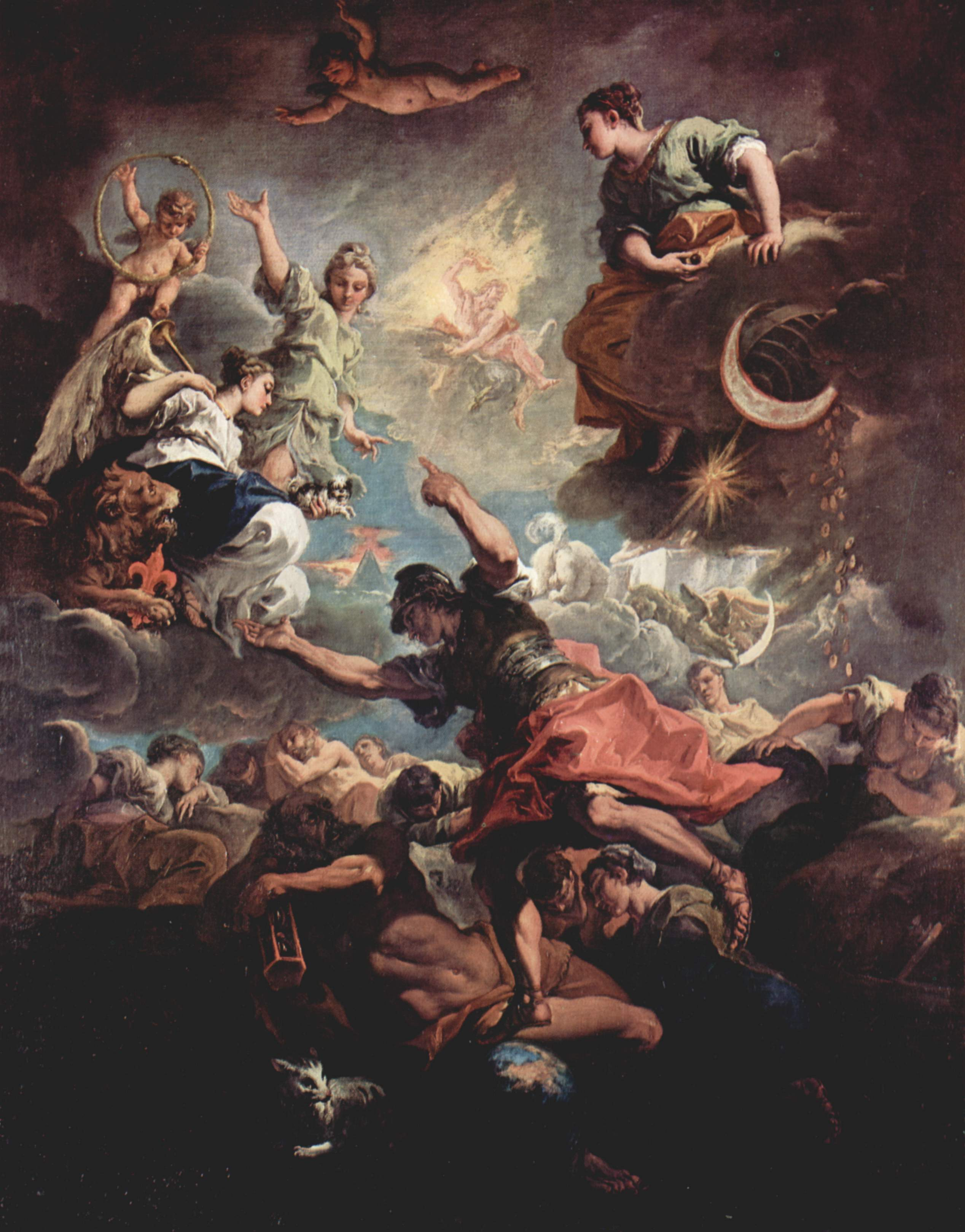
Allégorie de la Toscane Sebastiano Ricci, 1706 Florence, musée des Offices.
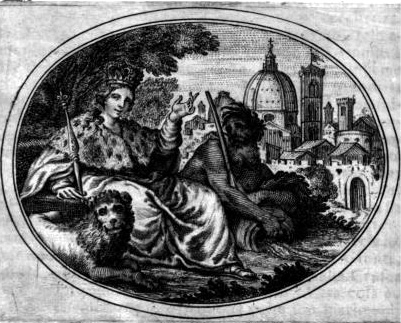
Allégorie du grand-duché de Toscane, Ricardo Malespini, Istoria Fiorentina, Florence, 1718.

En 1737, alors que le Duc François-Étienne renonce à la Lorraine à l'issue de la guerre de succession polonaise, lui est donné en échange le grand-duché de Toscane. La maison de Habsbourg-Lorraine conserve le territoire jusqu'en 1801, lorsque Napoléon Bonaparte, le transforme en royaume d'Étrurie. Ce dernier avait été établi par le traité d'Aranjuez du 21 mars 1801 entre la France et l'Espagne, en faveur de Louis Ier de Parme et sa descendance, avec clause de réversion à la famille royale d'Espagne. 
Cependant, l'Étrurie est ensuite cédée à la France par le traité secret de Fontainebleau du 27 octobre 1807 et intégré dans l'Empire français avec Parme et Plaisance, par décret du 24 mai 1808. Le 2 mars 1809, le « gouvernement général des départements formant la Toscane » est élevé à la grande dignité de l'Empire, et il est attribué le lendemain à la sœur de Napoléon, Élisa Bonaparte. Ce ne fut pas à proprement parler un grand-duché souverain, puisque la Toscane faisait partie de l'Empire français, mais un titre honorifique.
Le grand-duché perdure en 1814, après l'effondrement napoléonien, mais redevient indépendant et est rendu, légèrement agrandi, au souverain qui avait régné jusqu'en 1801, Ferdinand III de Habsbourg-Lorraine, qui se voit également reconnaître le droit de réversion sur le duché de Lucques.

Bannière du grand-duché de Toscane au XVIIIe siècle.

A l'occasion de l'annexion de ce duché en 1847, le Grand-Duc Léopold II abolit la peine de mort et, au début de l'année suivante, accorde également la constitution (Statut Fondamental). Néanmoins, le pouvoir ayant été pris par les forces démocratiques extrêmes, le Grand-Duc se trouve bientôt dans une mauvaise situation et, au début de 1849, décide de fuir d'abord à Sienne puis à Gaète, aux États pontificaux, jusqu'à son rétablissement en avril par les Autrichiens. Sous la pression de ces derniers, le Statut sera révoqué en 1852 et la peine de mort sera également rétablie ; ce n'est qu'en 1855 que la garnison autrichienne sera finalement retirée.
En 1859 éclate la guerre entre l'alliance franco-sarde et l'empire d'Autriche. Le Grand-Duc, ne voulant pas se ranger aux côtés de la Maison de Savoie, mais ne voulant même pas verser le sang des patriotes italiens, abandonne pacifiquement le Grand-Duché le 27 avril 1859. Avec la paix de Villafranca du 11 juillet 1859, Léopold obtient grâce à l'Autriche le droit de reprendre son trône, solution totalement rejetée localement, rejet soutenu en sous-main par le royaume de Sardaigne. Conscient de ce rejet, Léopold abdique le 21 juillet en faveur de son fils Ferdinand IV de Toscane. Mais quelques jours plus tard, le 16 août 1859, la maison de Habsbourg-Lorraine est déposée par l'Assemblée nationale du Gouvernement provisoire de Toscane (it), qui s'était entre-temps installé à Florence .
En décembre 1859, la Toscane indépendante disparaît en se joignant aux Provinces-Unies d'Italie centrale, État temporaire sous influence sarde regroupant les régions d'Italie du Nord (avec le duché de Parme, le duché de Modène et le nord des États du pape) souhaitant un rattachement au nouveau royaume d'Italie. Cet État rejoint effectivement l'Italie par le plébiscite du 23 mars 1860.

## Territoire

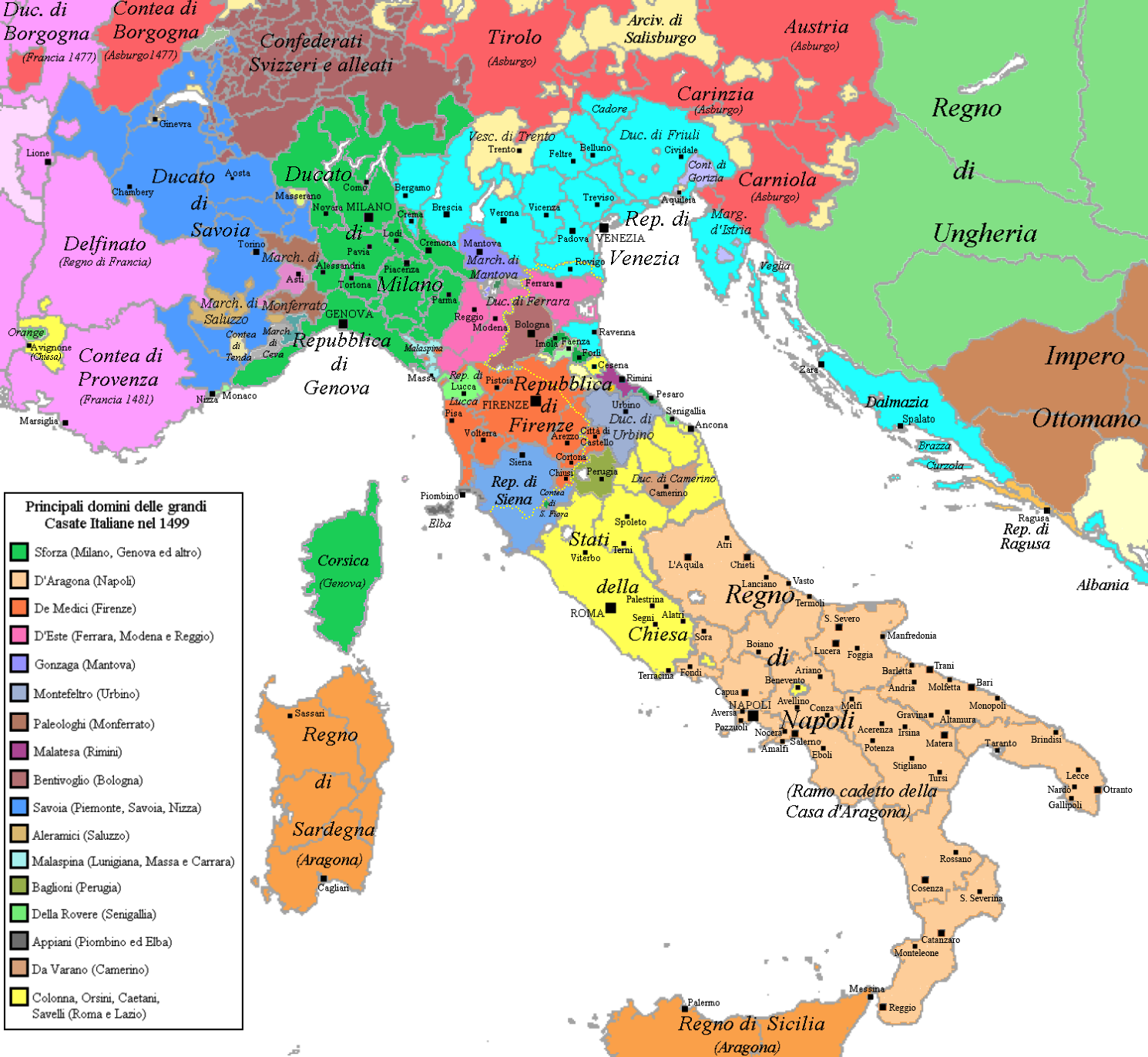
L'Italie en 1499. L'union de la république de Florence et de la République voisine de Sienne formera le grand-duché de Toscane.
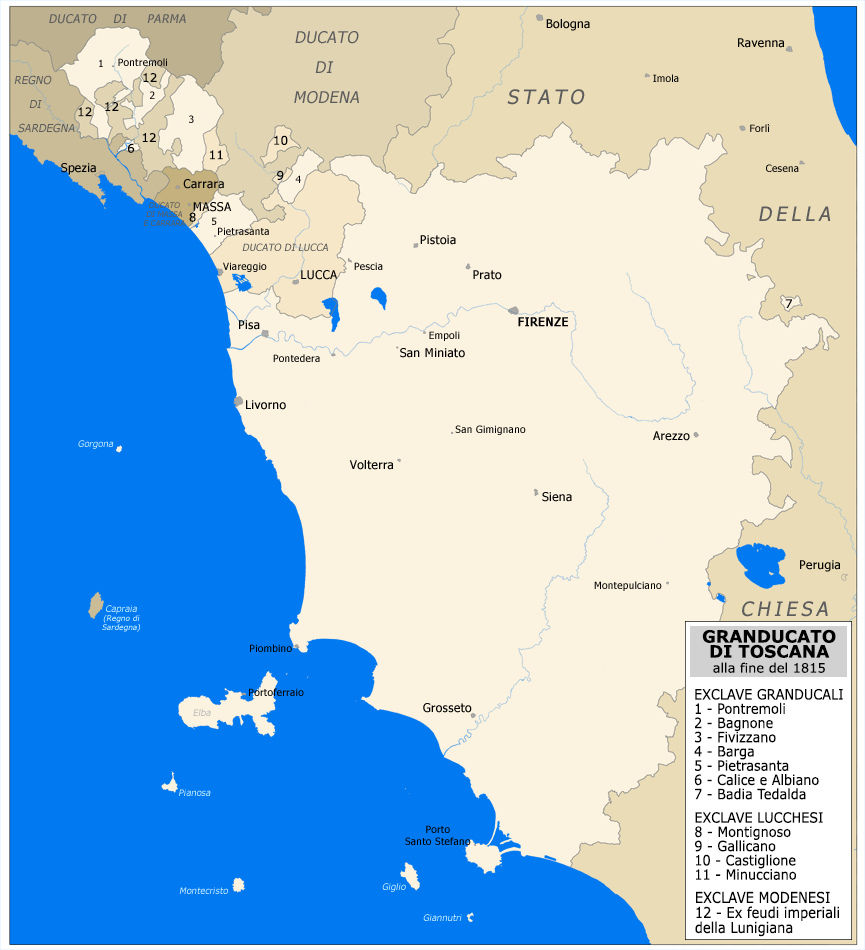
Le grand-duché de Toscane en 1815 (avec l'indication des exclaves).

Le grand-duché comprenait :

Ancien drapeau du grand-duché de Toscane utilisé en 1737-1745.

- le stato vecchio ou stato fiorentino comprenant Florence et Pise ;
- le stato nuovo ou stato senese comprenant Sienne et ses dépendances ;

Il comprenait aussi :
- Montalcino, le vicariat de Radicofani, les îles de l'archipel toscan (Pianosa, Giglio, Monte Cristo) et la part de l'île d'Elbe autour de Porto Ferraio, non occupée par l'Espagne ;
- d'autres possessions :
  - le comté de Pitigliano, possession des Orsini, acquise en 1604 ;
  - le comté de Santa Fiora, acquise des Sforza en 1633 ;
  - Fivizzano en Lunigiana, acquise en 1477;
  - Pontremoli en Lunigiana, acquise en 1650 ;
  - le marquisat de Castiglione, achetée par Léonore de Tolède, épouse de Cosme, de Silvia Piccolomini ;
  - le vicariat de Pietrasanta ;
  - le vicariat de Barga;
  - divers fiefs et alleus gagnés par Maria della Rovere, épouse du grand-duc Ferdinando II ;
  - le duché de Capistrano et Citta di Penna dans le royaume de Naples.

Par l'article 100 de l'acte final du Congrès de Vienne (1815), les territoires suivants sont réunis au grand-duché :
- l'État des Présides ;
- la partie de l'île d'Elbe et de ses appartenances qui étaient sous la suzeraineté du roi des Deux Siciles avant l'année 1801 ;
- la principauté de Piombino et ses dépendances ;
- les anciens fiefs impériaux de Vernio, Montauto et Monte Santa Maria Tiberina, enclavés dans le grand-duché.

## Grands-Ducs
- Cosme Ier
  -  François Ier
    - Marie de Médicis
      - Louis XIII de France
        - Philippe d'Orléans
          - Élisabeth-Charlotte d'Orléans
            -  François II
              -  Léopold Ier
                -  Ferdinand III
                  -  Léopold II
                    -  Ferdinand IV
                      -  Joseph Ier
                      -  Pierre Ier
                        -  Gottfried Ier
                          -  Léopold III
                            -  Sigismond Ier

  -  Ferdinand Ier
    -  Cosme II
      -  Ferdinand II
        -  Cosme III
          -  Jean-Gaston